# 若昂·马盖若

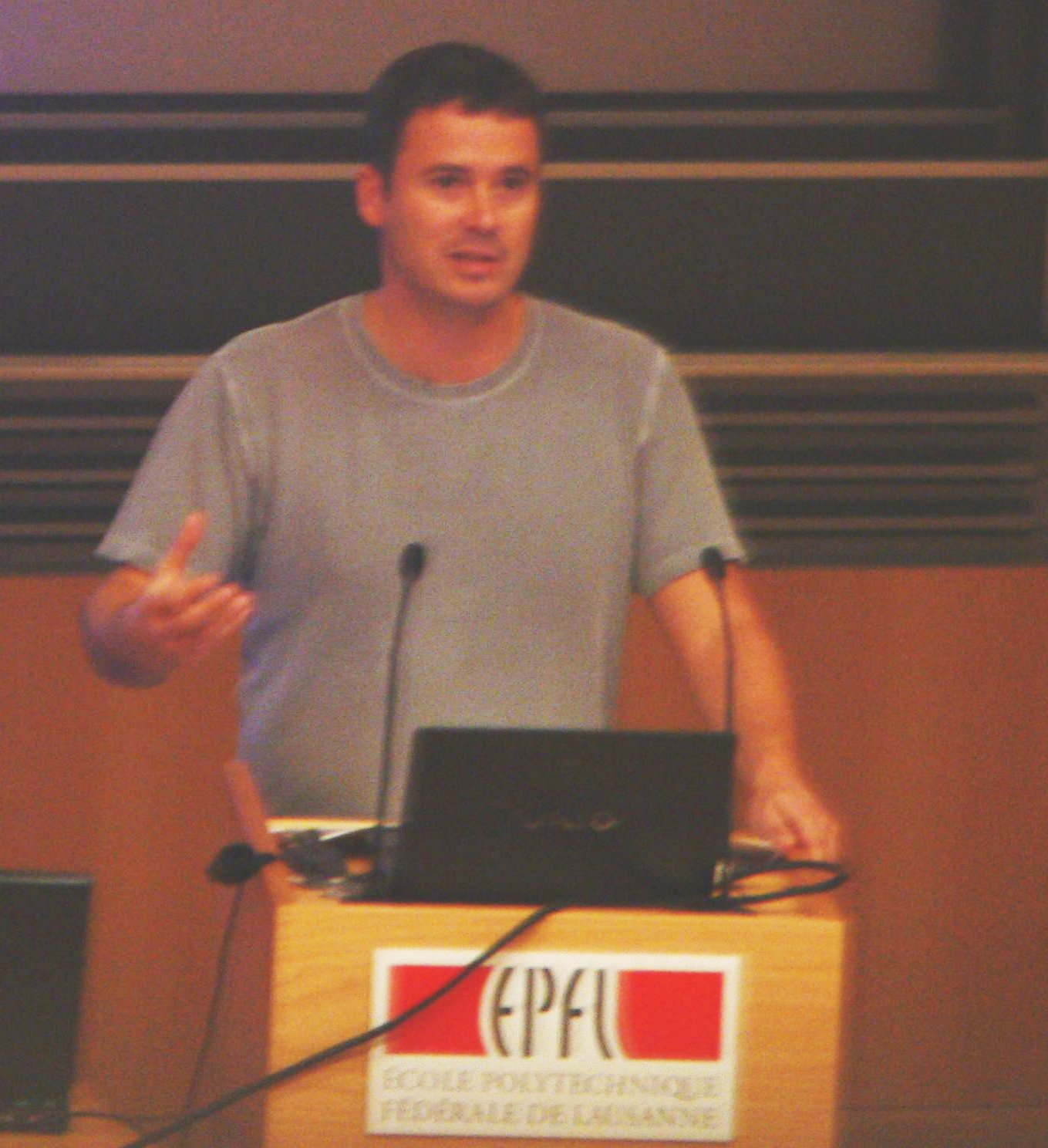
若昂·马盖若在瑞士洛桑聯邦科技大學(EPFL)的「科學日」(法文：journée de la Science)會上，攝於2005年11月11日

若昂·马盖若（葡萄牙語：João Magueijo，1967年—）是出生於葡萄牙埃武拉（Évora）的物理宇宙學家，於英國劍橋大學取得碩士及博士學位。獲得劍橋大學聖約翰學院（St John's College, Cambridge）的特別研究員（research fellowship）資格，先前獲頒者有保羅·狄拉克與阿卜杜勒·萨拉姆。他亦在倫敦帝國學院教授理論物理學。

## 学术研究
他是物理宇宙學中光速可變理論（VSL）的支持者，其內容主要是提議早期宇宙的光速會比現今的值還要高。此一理論被視為是主流理論——宇宙暴脹理論之外的替代理論。這個宇宙學模型最早是在1990年代早期，由加拿大科學家约翰·莫法特首次提出。
马盖若在他2003年的科普著作《比光速還快：一場科學家共事的愛與憎，一個漸成氣候的瘋狂點子》（Faster Than The Speed of Light, The Story of a Scientific Speculation）中，提到過去他欲發表光速可變理論時的掙扎刻苦的經歷。